# Xylocarpus
Xylocarpus J.Koenig è un genere di piante della famiglia delle Meliacee, diffuso nelle formazioni costiere a mangrovia dell'Indo-Pacifico.

## Tassonomia
Il genere comprende 3 specie:
- Xylocarpus granatum J.Koenig
- Xylocarpus moluccensis (Lam.) M.Roem.
- Xylocarpus rumphii (Kostel.) Mabb.

## Biologia
Le specie del genere Xylocarpus prediligono le acque stagnanti, e crescono spesso in formazioni miste con specie dei generi Avicennia, Excoecaria, Acanthus, Rhizophora, Bruguiera.